# Espiel
Espiel ist eine Gemeinde mit 2.341 Einwohnern (Stand: 2024) in der Provinz Córdoba in Andalusien. Sie liegt in der Comarca Valle del Guadiato.

## Geographie
Die Gemeinde grenzt an Alcaracejos, Belmez, Fuente Obejuna, Hornachuelos, Obejo, Pozoblanco, Villaharta, Villanueva del Duque, Villanueva del Rey und Villaviciosa de Córdoba.

## Geschichte
In dem Gebiet der Gemeinde wurden viele Funde aus der Römerzeit gefunden.

## Sehenswürdigkeiten
- Kirche San Sebastián